# Гожня
Гожня́ (рос. Гожня, удм. Гожня) — присілок в Малопургинському районі Удмуртії, Росія.
Урбаноніми:
- вулиці — Бібліотечна, Залізнична, Комарова, Лучна, Молодіжна, Нова, Польова, Шкільна

## Населення
Населення — 703 особи (2010; 727 в 2002).
Національний склад станом на 2002 рік:
- удмурти — 99 %